# 卡爾曼分解
卡爾曼分解（Kalman decomposition）是控制理论中的數學工具，可以將线性时不变（LTI）控制系統轉變為可以清楚區分系統可觀測及可控制成份的系統。分解後的系統會有更清楚的結構，更容易可以對系統可到達及可觀測子空間的特性下結論。

## 符號
推導方式在離散時間系統及連續時間系統都是一様的。連續時間線性系統可以表示如下：
{\displaystyle {\dot {x}}(t)=Ax(t)+Bu(t)}
{\displaystyle \,y(t)=Cx(t)+Du(t)}
其中 
{\displaystyle \,x}為狀態向量
{\displaystyle \,y}為輸出向量
{\displaystyle \,u}為輸入（或控制）向量
{\displaystyle \,A}為狀態矩陣
{\displaystyle \,B}為輸入矩陣
{\displaystyle \,C}為輸出矩陣
{\displaystyle \,D}為前饋矩陣
而離散時間線性系統可以表示如下：
{\displaystyle \,x(k+1)=Ax(k)+Bu(k)}
{\displaystyle \,y(k)=Cx(k)+Du(k)}
各向量及矩陣的意思如上。因此，系統可以表示為包括四個矩陣的數組{\displaystyle \,(A,B,C,D)}。
令系統的階數為{\displaystyle \,n}。
卡爾曼分解定義為將矩陣數組{\displaystyle \,(A,B,C,D)}轉換為矩陣數組{\displaystyle \,({\hat {A}},{\hat {B}},{\hat {C}},{\hat {D}})}，且後者有以下的特性：
{\displaystyle \,{\hat {A}}={T^{-1}}AT}
{\displaystyle \,{\hat {B}}={T^{-1}}B}
{\displaystyle \,{\hat {C}}=CT}
{\displaystyle \,{\hat {D}}=D}
{\displaystyle \,T}為{\displaystyle \,n\times n}的可逆矩陣，可以定義為
{\displaystyle \,T={\begin{bmatrix}T_{r{\overline {o}}}&T_{ro}&T_{\overline {ro}}&T_{{\overline {r}}o}\end{bmatrix}}}
其中
- {\displaystyle \,T_{r{\overline {o}}}}的各（column）會生成可到達，不可觀察的狀態子空間。
- 選擇{\displaystyle \,T_{ro}} ，使得{\displaystyle \,{\begin{bmatrix}T_{r{\overline {o}}}&T_{ro}\end{bmatrix}}}的各（column）是可到達子空間的基底。
- 選擇{\displaystyle \,T_{\overline {ro}}} ，使得{\displaystyle \,{\begin{bmatrix}T_{r{\overline {o}}}&T_{\overline {ro}}\end{bmatrix}}}的各（column）是不可觀察子空間的基底。
- 選擇{\displaystyle \,T_{{\overline {r}}o}} ，使得{\displaystyle \,{\begin{bmatrix}T_{r{\overline {o}}}&T_{ro}&T_{\overline {ro}}&T_{{\overline {r}}o}\end{bmatrix}}}可逆。

依上述的建構方式，矩陣{\displaystyle \,T}可逆。可以觀察到其中有些矩陣可能會是零維度。例如，若系統有時有可觀察性及可控制性，則{\displaystyle \,T=T_{ro}}，其他的矩陣都是零維。

## 標準型
利用可控制性及可觀察性的結果，可以證明轉換後的系統{\displaystyle \,({\hat {A}},{\hat {B}},{\hat {C}},{\hat {D}})}有以下形式的矩陣：
{\displaystyle \,{\hat {A}}={\begin{bmatrix}A_{r{\overline {o}}}&A_{12}&A_{13}&A_{14}\\0&A_{ro}&0&A_{24}\\0&0&A_{\overline {ro}}&A_{34}\\0&0&0&A_{{\overline {r}}o}\end{bmatrix}}}
{\displaystyle \,{\hat {B}}={\begin{bmatrix}B_{r{\overline {o}}}\\B_{ro}\\0\\0\end{bmatrix}}}
{\displaystyle \,{\hat {C}}={\begin{bmatrix}0&C_{ro}&0&C_{{\overline {r}}o}\end{bmatrix}}}
{\displaystyle \,{\hat {D}}=D}
因此可得以下結論
- 子系統{\displaystyle \,(A_{ro},B_{ro},C_{ro},D)}具有可到達性及可觀察性。
- 子系統{\displaystyle \,\left({\begin{bmatrix}A_{r{\overline {o}}}&A_{12}\\0&A_{ro}\end{bmatrix}},{\begin{bmatrix}B_{r{\overline {o}}}\\B_{ro}\end{bmatrix}},{\begin{bmatrix}0&C_{ro}\end{bmatrix}},D\right)}有可到達性。
- 子系統{\displaystyle \,\left({\begin{bmatrix}A_{ro}&A_{24}\\0&A_{{\overline {r}}o}\end{bmatrix}},{\begin{bmatrix}B_{ro}\\0\end{bmatrix}},{\begin{bmatrix}C_{ro}&C_{{\overline {r}}o}\end{bmatrix}},D\right)}有可觀察性。

## 外部連結
- Lectures on Dynamic Systems and Control, Lecture 25（页面存档备份，存于） - Mohammed Dahleh, Munther Dahleh, George Verghese — MIT OpenCourseWare